# Pierre Bourdin
Pierre Bourdin (Vincennes, 8 januari 1994) is een Frans voetballer die als centrale verdediger speelt. Hij speelt sinds 2018 bij Beerschot Voetbalclub Antwerpen.

## Clubcarrière
Bourdin komt uit de jeugdopleiding van Paris Saint-Germain, waar hij aanvoerder was bij de reservenploeg. In 2014 werd hij gecontracteerd door Cercle Brugge. Hij debuteerde voor de Bruggelingen op de eerste speeldag van het seizoen tegen AA Gent. In mei 2018 ondertekende Bourdin een contract bij tweedeklasser Beerschot Wilrijk.

## Clubstatistieken
| Seizoen | Club          | Land            | Competitie         | Competitie | Competitie | Beker | Beker | Internationaal | Internationaal | Totaal | Totaal |
| Seizoen | Club          | Land            | Competitie         | Wed.       | Dlp.       | Wed.  | Dlp.  | Wed.           | Dlp.           | Wed.   | Dlp.   |
| ------- | ------------- | --------------- | ------------------ | ---------- | ---------- | ----- | ----- | -------------- | -------------- | ------ | ------ |
| 2014/15 | Cercle Brugge | Vlag van België | Jupiler Pro League | 28         | 1          | 5     | 1     | —              | —              | 33     | 2      |
| 2015/16 | Cercle Brugge | Vlag van België | Proximus League    | 31         | 2          | 1     | 0     | —              | —              | 32     | 2      |
| 2016/17 | Cercle Brugge | Vlag van België | Proximus League    | 33         | 1          | 2     | 1     | —              | —              | 35     | 2      |
| 2017/18 | Lierse SK     | Vlag van België | Proximus League    | 34         | 6          | 2     | 0     | —              | —              | 36     | 6      |
| 2018/19 | Beerschot VA  | Vlag van België | Proximus League    | 23         | 2          | 2     | 0     | —              | —              | 25     | 2      |
| 2019/20 | Beerschot VA  | Vlag van België | Proximus League    | 28         | 1          | 1     | 0     | —              | —              | 29     | 1      |
| 2020/21 | Beerschot VA  | Vlag van België | Jupiler Pro League | 11         | 3          | 0     | 0     | —              | —              | 11     | 3      |
| Totaal  | Totaal        | Totaal          | Totaal             | 188        | 16         | 13    | 2     | 0              | 0              | 201    | 18     |